# Mosannona hypoglauca
Mosannona hypoglauca är en kirimojaväxtart som först beskrevs av Paul Carpenter Standley, och fick sitt nu gällande namn av Laurentius 'Lars' Willem Chatrou. Mosannona hypoglauca ingår i släktet Mosannona och familjen kirimojaväxter. Inga underarter finns listade i Catalogue of Life.